# 富蕴站
富蕴站，位于中华人民共和国新疆维吾尔自治区伊犁哈萨克自治州富蕴县，是阿富准铁路上的火车站，于2019年12月30日启用。
当前运营业务包括客运（办理旅客乘降，不办理托运）和货运（办理整车货物发到）。

## 車站周邊
- 富蕴县公安局交通警察大队
- 富蕴县工业园区物流园

## 歷史
- 2019年12月30日启用。

## 外部連結
- 中国铁路客户服务中心 （页面存档备份，存于）